# Chuncheon
Chuncheon est une ville de Corée du Sud. Elle est la capitale de la province du Gangwon.
La ville de Chuncheon est célèbre pour organiser chaque année un festival international consacré au mime depuis 1989.

## Climat
| Mois                                  | jan.       | fév.       | mars       | avril     | mai      | juin      | jui.      | août      | sep.     | oct.      | nov.       | déc.       | année      |
| ------------------------------------- | ---------- | ---------- | ---------- | --------- | -------- | --------- | --------- | --------- | -------- | --------- | ---------- | ---------- | ---------- |
| Température minimale moyenne (°C)     | −9,9       | −6,9       | −1,3       | 4,4       | 10,8     | 16,5      | 20,8      | 20,8      | 14,8     | 7,1       | 0,1        | −6,4       | 5,9        |
| Température moyenne (°C)              | −4,6       | −1,3       | 4,5        | 11,6      | 17,1     | 21,7      | 24,5      | 24,6      | 19,4     | 12,5      | 5          | −1,7       | 11,1       |
| Température maximale moyenne (°C)     | 1,3        | 5,1        | 11,1       | 19,1      | 23,9     | 27,6      | 29,1      | 29,8      | 25,5     | 19,6      | 11         | 3,8        | 17,2       |
| Record de froid (°C) date du record   | −25,6 1986 | −27,9 1969 | −16,2 1978 | −6,4 1991 | 1,6 1995 | 5,6 1981  | 11,7 1966 | 11,3 1991 | 1,9 1987 | −5,4 1982 | −15,8 1972 | −21,7 1967 | −27,9 1969 |
| Record de chaleur (°C) date du record | 12,7 1979  | 19,9 2021  | 23,4 2014  | 32 2005   | 34 2014  | 36,4 2020 | 37,6 2018 | 40,6 2018 | 33 1998  | 29,9 2019 | 24,8 2011  | 16,6 2002  | 40,6 2018  |
| Ensoleillement (h)                    | 165,7      | 172,4      | 197,6      | 215,5     | 221,3    | 200,6     | 144,2     | 169,1     | 173,8    | 174,1     | 141,3      | 148,7      | 2 124,2    |
| Précipitations (mm)                   | 20,3       | 23,8       | 41,7       | 62,3      | 104      | 123,1     | 383,8     | 317,5     | 160,9    | 44,3      | 44,7       | 20,9       | 1 347,3    |
| Nombre de jours avec précipitations   | 6,8        | 6,3        | 7,8        | 7,3       | 9,1      | 10,1      | 15,5      | 13,7      | 8,2      | 6         | 7,9        | 7,3        | 106        |
| Humidité relative (%)                 | 69,3       | 65,4       | 63,1       | 59,2      | 66,2     | 71,8      | 79,6      | 79,8      | 78       | 75,3      | 73,1       | 71,7       | 71         |
| Nombre de jours avec neige            | 8,8        | 6,3        | 3,9        | 0,2       | 0        | 0         | 0         | 0         | 0        | 0         | 1,8        | 6,7        | 27,7       |

| Diagramme climatique                                  |             |              |             |             |               |               |               |               |             |           |             |
| J                                                     | F           | M            | A           | M           | J             | J             | A             | S             | O           | N         | D           |
| 1,3−9,920,3                                           | 5,1−6,923,8 | 11,1−1,341,7 | 19,14,462,3 | 23,910,8104 | 27,616,5123,1 | 29,120,8383,8 | 29,820,8317,5 | 25,514,8160,9 | 19,67,144,3 | 110,144,7 | 3,8−6,420,9 |
| Moyennes : • Temp. maxi et mini °C • Précipitation mm |             |              |             |             |               |               |               |               |             |           |             |

## Cultes
La cathédrale catholique du Sacré-Cœur est le siège du diocèse de Chuncheon.

## Personnalités liées
- Choi Suchol, écrivain né à Chuncheon
- Choi Seungho, poète né à Chuncheon
- Kang Young-sook, écrivain né à Chuncheon
- Son Heung-min, footballeur international né à Chuncheon